# Восстание в Даръа
Восстание в Даръа (март — май 2011 года) — один из эпизодов гражданских протестов в Сирии.
Даръа — город на юго-западе Сирии (население ок. 80 тыс.), административный центр одноимённой провинции. Провинция Даръа — сельскохозяйственный регион, серьёзно пострадавший в результате многолетней засухи. В дополнение к собственным проблемам сюда переселились тысячи беженцев из восточных районов Сирии, также пострадавших от засухи.
В антиправительственных выступлениях принимали участие радикальные исламисты, в том числе члены подпольных групп, связанных с запрещённой в Сирии организацией «Братья-мусульмане». Главным центром восстания стала городская мечеть аль-Омари, расположенная в старой части города (имам — шейх Ахмад ас-Саясин).
25 апреля для подавления восстания в город были введены армейские подразделения и бронетехника. Военно-полицейская операция продолжалась до 5 мая, после чего войска были выведены из города.

## Ход событий
Поводом для волнений в Даръа послужило произошедшее 6 марта задержание службой безопасности группы подростков, расписывавших стены домов и заборы антиправительственными лозунгами (одним из них был Муавия аль-Сиаснех). В ходе допросов подростков, как утверждалось, подвергли жестокому обращению и пыткам. 18 марта, когда после пятничной молитвы в мечети аль-Омари родственники задержанных пришли к полицейскому участку требовать их освобождения, полиция открыла по ним огонь. Трое человек были убиты, и ещё один позже скончался от ранений. 19 марта похороны двоих из погибших, в которых приняли участие тысячи местных жителей, привели к новым беспорядкам. Участники похоронной процессии скандировали призывы к «революции», а полиция пыталась разогнать собравшихся, используя дубинки и слезоточивый газ. Тем временем президент Сирии Башар Асад выразил личные соболезнования семьям погибших, пообещав провести тщательное расследование инцидента.
С началом беспорядков в Даръа были переброшены дополнительные силы полиции, включая спецназ. На въезде в город были организованы блокпосты.
20 марта в город прибыла правительственная комиссия для расследования ситуации, приведшей к массовым беспорядкам. Местные старейшины, встретившиеся с представителями сирийского правительства, представили перечень требований к центральным властям, включая освобождение политзаключённых, закрытие в Даръа управления тайной полиции, отставка губернатора, публичный судебный процесс надо всеми, кто несёт ответственность за расстрел мирной демонстрации. Власти в качестве первого шага к примирению предложили отпустить задержанных, однако толпы демонстрантов сожгли офис правящей партии Баас, Дворец правосудия и несколько полицейских участков и разгромили два офиса телекоммуникационных компаний, в том числе компании «Сириатель», которой владеет крупный бизнесмен Рами Махлюф, двоюродный брат президента. Силы безопасности открыли по собравшимся огонь на поражение. Как минимум один человек был убит, десятки других протестующих получили ранения.
К этому времени старая часть города перешла под контроль протестующих, а расположенная там мечеть аль-Омари была превращена в полевой госпиталь, куда доставлялись получившие ранения и пострадавшие в результате применения слезоточивого газа демонстранты. Члены запрещённой в Сирии организации «Братья-мусульмане», группировавшиеся вокруг имама мечети аль-Омари, взяли на себя организацию акций протеста.
22 марта полиция открыла огонь по колоннам манифестантов, направлявшихся в Даръа из других городов. Как передал телеканал «Аль-Джазира», те намеревались присоединиться к протестующим. По сообщению «Аль-Джазиры», волнения перекинулись в два соседних с Даръа населённых пункта — Джасем и Науи.
В ночь на 23 марта службы безопасности после переброски подкреплений штурмовали мечеть аль-Омари. Против участников акции протеста у мечети был применён слезоточивый газ. Сирийское государственное телевидение продемонстрировало запасы оружия, которые, как утверждается, были обнаружены внутри мечети в ходе штурма, — огнестрельное оружие, гранаты, боеприпасы. По сообщениям СМИ, ссылавшимся на представителей протестующих, в этот день в столкновениях с полицией погибло 15 человек. По всему городу были установлены армейские блокпосты. Мобильная связь и интернет были отключены. Днём по государственному телеканалу было официально объявлено, что Башар Асад отправил в отставку губернатора провинции.
24 марта, по сообщениям очевидцев, до 20 тысяч жителей приняли участие в похоронах жертв столкновений с силами безопасности и полицией. Силы безопасности были отведены из центра города.
25 марта группа, называющая себя «Революция в Сирии 2011», разместила в социальной сети Facebook призыв к «народному восстанию» по всей Сирии. Наиболее многочисленные акции протеста против действий властей состоялись в Даръа, где на улицы для участия в похоронных процессиях вышло до 100 тысяч человек. Собравшись после похорон на площади перед зданием администрации губернатора провинции, протестующие сожгли плакат с изображением Башара Асада, после чего повалили, разбили и сожгли статую его отца — Хафеза Асада. С крыши офицерского клуба по собравшимся была открыта стрельба, что привело к новым жертвам.
29 марта правительство Сирии ушло в отставку.
3 апреля новым губернатором провинции Даръа был назначен Мухаммед Халед аль-Ханнус.
8 апреля в столкновениях с боевиками погибли 19 и были ранены 75 полицейских, в этот же день заключённые подожгли здание тюрьмы.
20 апреля правительство Сирии отменило режим чрезвычайного положения в стране.
В ночь на 25 апреля город был блокирован, начался ввод армейских подразделений и бронетехники. В городе был установлен комендантский час, было перекрыто водо- и электроснабжение, отключена связь. Оппозиция пыталась затруднить продвижение армейских подразделений баррикадами из бетонных блоков и автомашин. Восемь танков и два бронетранспортёра сирийской армии окружили мечеть аль-Омари, солдаты заняли позиции у входов в здания госучреждений, на крышах были размещены снайперы. По сообщениям из Даръа, в этот день погибли восемнадцать и были ранены четырнадцать человек. По данным правозащитника Абдаллы Абазида (Abdallah Abazid), число жертв в этот день составило не менее 25 человек. В этот же день было совершено нападение на армейское подразделение в южном пригороде Даръа, в результате которого погибли десять военнослужащих.
26 апреля, по данным сирийских правозащитников, в Даръа погибли 39 и были ранены 70 человек.
29 апреля противники правительства попытались прорвать блокаду Даръа. В город из расположенных поблизости населённых пунктов и южных пригородов Дамаска направились колонны манифестантов. Силовики открыли огонь по демонстрантам. По свидетельствам очевидцев, погибло по меньшей мере 60 человек.
30 апреля армейские подразделения взяли штурмом мечеть аль-Омари, которая более месяца служила оплотом восстания. Арестовать предводителя мятежников имама Ахмеда ас-Саясина не удалось, он скрылся. В ходе перестрелки был убит его сын и ещё шесть боевиков. В этот же день была слышна стрельба в южной и восточной части города, а из Дамаска в Даръа были переброшены танки.
5 мая генерал Рияд Хаддад отрапортовал об успешном завершении операции в городе, из города начался вывод военнослужащих и бронетехники.